# Jean Ier de Chalon-Auxerre
Pour les articles homonymes, voir Jean de Chalon et Jean Ier.
Jean Ier de Chalon, dit de Salins, puis de Chalon-Auxerre, né vers 1243 et mort en octobre 1309, est un chevalier, seigneur de Rochefort et Châtelbelin, devenu comte d'Auxerre à la suite de son second mariage. Il est considéré comme l'auteur de la tige des comtes d'Auxerre et de Tonnerre de la maison de Chalon.

## Biographie

### Origines
L'année de naissance de Jean n'est pas connue, mais elle est placée par les auteurs aux environs de l'année 1243,. Il est le fils de Jean le Sage († 1267), ancien comte de Chalon (1227-1237), sire de Salins (à partir de 1237), et de sa seconde épouse, Isabelle de Courtenay,,.
Il appartient à un fratrie de six frères et sœurs, selon les auteurs. Des autres unions de son père, il a notamment pour frères consanguins Hugues († 1266), seigneur de Salins et comte palatin de Bourgogne par mariage avec Adélaïde Ire de Bourgogne, et Jean Ier de Chalon-Arlay (1259 † 1316), seigneur d'Arlay, époux de Marguerite de Bourgogne, fille du duc Hugues IV de Bourgogne,.

### Seigneur en comté de Bourgogne
Jean de Chalon est marié à l'âge de 13 ans à Elisabeth de Lorraine, fille du duc Mathieu II de Lorraine.
Il est un des chevaliers et seigneurs les plus importants du comté de Bourgogne, alors possession de sa belle-sœur Alix de Méranie, épouse d'Hugues de Chalon, puis de leur fils Othon IV de Bourgogne. Jean est seigneur de Rochefort à partir de 1266, puis de Châtelbelin, d'Orgelet, Valempoulières et Montrond, etc., à partir de 1274.
De 1294 à 1301, avec son demi-frère Jean Ier de Chalon-Arlay, il est un des principaux dirigeants de la ligue de barons comtois qui s'oppose au roi Philippe IV de France. Ce dernier venait d'acheter les droits sur le comté de Bourgogne au comte et neveu de Jean, Othon IV de Bourgogne.

### Comte d'Auxerre
Jean de Chalon épouse Alix de Bourgogne-Auxerre, héritière du comté d'Auxerre, dont il obtient, sur décision du Parlement, en 1273, le titre de comte.
Il entre en conflit avec l'évêque d'Auxerre à la suite du percement du mur de la cité pour créer une nouvelle porte. Ce dernier en appel au roi et une sentence est rendue en 1275 obligeant le comte à murer l'ouverture,.
En 1280, il rend hommage pour son comté d'Auxerre et le château de Coulanges-sur-Yonne à l'évêque Guillaume III de Grez. Il entre cependant en conflit avec l'évêque deux ans plus tard. L'affaire se termine devant le Parlement qui donne un blâme à chacun. Les tensions reprennent l'année suivante et le comte est obligé de reconnaître ses torts.
Sa belle-sœur, Marguerite de Bourgogne-Tonnerre, comtesse de Tonnerre, désigne en 1292 Guillaume, son fils unique, comme son héritier tout en gardant un certain contrôle sur son douaire. Jean s'approprie malgré tout le titre de comte de Tonnerre, en 1293.
En 1303, il participe à la guerre de Flandre aux côtés du roi. Son fils Guillaume meurt lors de la bataille de Mons-en-Pévèle, en août 1304. Son petit-fils, Jean II, hérite des titres d'Auxerre et de Tonnerre,. Mineur, il est cependant placé sous la tutelle maternelle jusqu'à ce qu'elle se remarie en 1308,. Jean lui succède comme tuteur jusqu'à sa mort, où son petit-fils toujours mineur est placé jusqu'à sa majorité sous la garde de Louis, comte de Nevers,.
Jean semble mourir en octobre 1309,.

## Famille

### Descendance
Jean de Chalon se marie trois fois,.
- ∞ (1, 1256/1257) Elisabeth/Isabelle de Lorraine († 1264), fille du duc Mathieu II de Lorraine, veuve de Guillaume V, comte de Vienne († † 1255). Sans postérité.
- ∞ (2, 1268) avec Alix de Bourgogne-Auxerre  († 1279/1289 ?), dite de Nervers, héritière du comté d'Auxerre, fille d'Eudes de Bourgogne et de Mathilde II de Bourbon, comtesse d'Auxerre et de Tonnerre, dont[2] :
  - Guillaume († 1304), dit le Grand, comte d'Auxerre et de Tonnerre.
- ∞ (3, 1290) Marguerite de Beaujeu, fille de Louis Ier, seigneur de Beaujeu et Dombes, et d'Eléonore de Savoie, fille du comte Thomas II de Savoie-Piémont.